# Wikipédia en ido
Wikipédia en ido (en ido : Wikipedio en Ido) est l’édition de Wikipédia en ido, langue construite. L'édition est lancée en mai 2004. Son code est : io.
Au 20 mars 2025, l'édition en ido contient 54 487 articles et compte 41 213 contributeurs, dont 53 contributeurs actifs et 5 administrateurs.
Les autres éditions de Wikipédia en langue construite sont, par ordre de date de lancement : espéranto créée en 2001 (367 915 articles) ; interlingua, créée en 2002 (29 858 articles) ; volapük (40 792 articles) ;  interlingue (13 090 articles) ; lojban, créées en 2004 (1 338 articles) ; novial, créée en 2006 (1 852 articles) ; lingua franca nova, créée en 2018 (4 459 articles) et kotava, créée en 2020 (29 892 articles).

## Statistiques
- Le 5 mars 2015, l'édition en ido compte 26 330 articles et 16 835 utilisateurs enregistrés, ce qui en fait la 96e[2] édition linguistique de Wikipédia par le nombre d'articles et la 102e[3] par le nombre d'utilisateurs enregistrés, parmi les 287 éditions linguistiques actives.
- Le 5 octobre 2022, elle contient 34 313 articles et compte 33 964 contributeurs, dont 56 contributeurs actifs et 5 administrateurs.
- Le 19 août 2024, elle contient contient 49 950 articles et compte 39 520 contributeurs, dont 46 contributeurs actifs et 5 administrateurs.